# Roberto Rodríguez Antequera
Roberto Rodríguez Antequera (n. Calama, Chile, 26 de marzo de 1931 – Antofagasta, Chile, 24 de octubre de 2009) fue un Monitor Chileno de fútbol, a pesar de su oficio, ejerció como entrenador de fútbol en equipos amateurs. Trabajó la mayor parte de su vida en su ciudad natal, destacando su trabajo de director técnico en los equipos Amateurs; Calama y Deportes El Loa, el cual se transformaría en el Club de Deportes Cobreloa posteriormente. Fallece el día 24 de octubre del 2009 producto de un Cáncer. Era apodado como Ruilito o Chifiñico.

## Trayectoria
El año 1959, lleva al equipo aficionado de Calama a titularse como campeón nacional amateur. Cuando se conformó Deportes El Loa, tomó el cargo de Director Técnico de aquel equipo, siendo el primer y último entrenador de este equipo. Ejerciendo este cargo desde 1973 hasta 1976.
Cuando existe la posibilidad de que Deportes El Loa, se trasformase en un Club Profesional, el cual fue Cobreloa, deja el cargo y expresa al posteriormente dirigente del club, José Gorrini, la necesidad de contar con un director técnico profesional, con el objetivo de conseguir el ascenso del club a primera división. Nominando a Fernando Riera para conformar dicho equipo.

## Fallecimiento
El 24 de octubre del 2009, a las 20 horas, Roberto Rodríguez Antequera fallece, en su casa ubicada en la ciudad de Antofagasta, a los 78 años de edad, producto de un Cáncer de Vejiga, que lo afecto desde el año 1998. Sus restos fueron velados en el cementerio municipal de Calama.